# Gloria de Thurn e Taxis
Maria Glória Fernanda Guerda Carlota Teutônia Francisca Margarida Frederica Simone Joana Joaquina Josefina Guilhermina Humberta de Thurn e Taxis (Alemão: Mariae Gloria Ferdinanda Gerda Charlotte Teutonia Franziska Magarethe Frederike Simone Johanna Joachima Josefine Wilhelmine Huberta von Schönburg-Glauchau; Estugarda, 23 de fevereiro de 1960) é uma princesa e socialite alemã.

## Biografia
Gloria de Thurn e Taxis é a filha mais velha do conde Joaquim de Schönburg-Glauchau e de sua esposa Beatriz, nascida condessa Széchényi de Sárvár. Apesar de sua família ter sangue azul, ela trabalhou como garçonete.
Em 31 de maio de 1980, no Castelo de Thurn und Taxis, casou com o príncipe Johannes de Thurn e Taxis, um dos homens mais ricos da Europa. Ela tinha então vinte anos de idade e Johannes, quase cinquenta e quatro. Os dois tiveram como filhos Maria Theresia Ludowika Klothilde Helene Alexandra, nascida em 28 de novembro de 1980, Elisabeth Margarete Maria Anna Beatriz, nascida em 24 de março de 1982, e Alberto II de Thurn e Taxis, nascido em 24 de junho de 1983.
Após a morte de seu marido, em dezembro de 1990, Gloria teve que controlar a enorme fortuna dos Thurn und Taxis. Compareceu ao casamento de Duarte Pio de Bragança com Isabel de Herédia, em maio de 1995.
Conhecida como "Princesa TNT", foi um ícone durante a década de 1980, ficando também conhecida por seu estilo de vida extravagante e leviano. Em 2001, foi bastante criticada por dizer em um talk show que a alta taxa de AIDS nos países africanos não se devia apenas à falta de sexo seguro, mas também ao fato de que "negros gostam de copular (schnackseln) muito".